# London Mills
London Mills és una població dels Estats Units a l'estat d'Illinois. Segons el cens del 2000 tenia 447 habitants.

## Demografia
Segons el cens del 2000, London Mills tenia 447 habitants, 166 habitatges, i 123 famílies. La densitat de població era de 250,1 habitants/km².
Dels 166 habitatges en un 36,7% hi vivien nens de menys de 18 anys, en un 65,7% hi vivien parelles casades, en un 6% dones solteres, i en un 25,9% no eren unitats familiars. En el 21,1% dels habitatges hi vivien persones soles el 7,8% de les quals corresponia a persones de 65 anys o més que vivien soles. El nombre mitjà de persones vivint en cada habitatge era de 2,69 i el nombre mitjà de persones que vivien en cada família era de 3,18.
Per edats la població es repartia de la següent manera: un 30,4% tenia menys de 18 anys, un 5,1% entre 18 i 24, un 29,1% entre 25 i 44, un 21,9% de 45 a 60 i un 13,4% 65 anys o més.
L'edat mediana era de 36 anys. Per cada 100 dones de 18 o més anys hi havia 95,6 homes.
La renda mediana per habitatge era de 38.125 $ i la renda mediana per família de 46.786 $. Els homes tenien una renda mediana de 35.625 $ mentre que les dones 25.833 $. La renda per capita de la població era de 16.453 $. Aproximadament el 5,4% de les famílies i el 9,3% de la població estaven per davall del llindar de pobresa.

## Poblacions més properes
El següent diagrama mostra les poblacions més properes.